# XF-108 Rapier
North American XF-108 Rapier a fost proiectul unui avion de interceptare de mare viteză (Mach 3) proiectat pentru a apăra spațiul aerian nord-american de bombardiere sovietice supersonice.